# Big Mama
Big Mama (hangul: 빅마마) foi um grupo vocal feminino sul-coreano que estreou em 2003, consistindo pelas integrantes Lee Young-hyun, Lee Ji-young, Shin Yeon-ah e Park Min-hye. O grupo tornou-se conhecido por ser concentrado nas habilidades de canto de suas integrantes e não na aparência. De 2003 a 2006, o Big Mama lançou três álbuns de estúdio pela YG Entertainment, onde o quarteto conquistou seu maior volume de vendas e popularidade. Seus dois álbuns seguintes, foram lançados em 2007 e 2010, pelas gravadoras Manwaldang e Taillruns Media, respectivamente. O Big Mama encerrou oficialmente suas atividades em 2012.

## Integrantes
- Shin Yeon-ah (신연아)
- Lee Young-hyun (이영현)
- Lee Ji-young (이지영)
- Park Min-hye (박민혜)

## Discografia

### Álbuns de estúdio
| Título         | Detalhes do álbum                                                                               | Melhores posições nas paradas | Vendas          |
| Título         | Detalhes do álbum                                                                               | COR                           | Vendas          |
| -------------- | ----------------------------------------------------------------------------------------------- | ----------------------------- | --------------- |
| Like The Bible | - Lançamento: 6 de fevereiro de 2003 - Gravadora: YG Entertainment - Formatos: CD, cassette     | 11                            | - COR: 338,389+ |
| It's Unique    | - Lançamento: 17 de maio de 2005 - Gravadora: YG Entertainment - Formatos: CD, cassette         | 3                             | - COR: 163,442+ |
| For the People | - Lançamento: 12 de outubro de 2006 - Gravadora: YG Entertainment - Formatos: CD, cassette      | 6                             | - COR: 37,342+  |
| Blossom        | - Lançamento: 2 de outubro de 2007 - Gravadora: Manwaldang - Formatos: CD, cassette             | —                             | —               |
| 5              | - Lançamento: 23 de março de 2010 - Gravadora: Taillruns Media - Formatos: CD, download digital | 3                             | —               |

### Coletâneas
- Big Mama's Christmas : Gift (Novembro de 2005)
- For The Christmas (28 de novembro de 2006)

## Prêmios e indicações

### Mnet Asian Music Awards
| Ano  | Categoria                      | Trabalho indicado | Resultado | Ref.        |
| ---- | ------------------------------ | ----------------- | --------- | ----------- |
| 2003 | Melhor Artista Revelação       | "Break Away"      | Venceu    | [ 8 ] [ 9 ] |
| 2003 | Vídeo Musical do Ano (daesang) | "Break Away"      | Venceu    | [ 8 ] [ 9 ] |
| 2003 | Melhor Performance de R&B      | "Break Away"      | Indicado  | [ 8 ] [ 9 ] |
| 2005 | Melhor Grupo Feminino          | "Women" (여자)    | Indicado  | [ 10 ]      |
| 2007 | Melhor Grupo Feminino          | "Betrayal" (배반) | Indicado  | [ 11 ]      |

### Golden Disk Awards
| Ano  | Categoria                       | Trabalho indicado | Resultado | Ref.   |
| ---- | ------------------------------- | ----------------- | --------- | ------ |
| 2003 | Melhor Artista Revelação do Ano | -                 | Venceu    | [ 12 ] |